# Il cruccio del padre di famiglia
Il cruccio del padre di famiglia è un racconto di Franz Kafka che fa parte della raccolta "Un medico di campagna."
Nel racconto viene descritto l'Odradek, un essere con una forma apparentemente priva di senso, anche se completa. L'etimologia del termine è di dubbia provenienza slava o tedesca, in ogni caso non avrebbe significato.
Il padre di famiglia racconta che l'Odradek appare e scompare, si trasferisce in altre case e dopo qualche tempo torna nella sua proprietà. A questo essere non possono essere poste domande difficili, e anche se non crea nessun intralcio, il padre di famiglia è addolorato dall'idea che l'Odradek possa sopravvivere dopo la sua dipartita, visto che l'essere, diversamente dagli oggetti, non ha uno scopo e quindi non ha mai usura.